# 宁津镇
宁津镇是中国山东省德州市宁津县下辖的一个行政建制镇。

## 行政区划
宁津镇下辖周庄村、西白村、街市牌村、西张县村、东张县村、南关西村、西关外村、闫沙洼村、董沙洼村、西关里村、东关村、贾王村、五胡同村、侯家道村、张塘房村、杨庄村、绳庄村、东滕家村、魏家村、李皇家村、时庄村、雷庄村、李家村、太平店村、沙河董村、码头孙村、栾庄村、前果子园村、后果子园村、八里庄村、小苏庄村、关家村、东李拔贡村、西李拔贡村、马油房村、东常村、西常村、神牌村、岱家庙村、前王村、后王村、夏家村、赵家村、马家村、前侯村、后侯村、杨宁家村、路家村、刘振雷村、宋家村、洼刘庄村、滕张庄村、东雒村、西雒村、郭家园村、王银家村、苑家村、刘言家村、詹庄村、潘家村、苍白村、前林村、后林村、义和庄村、孟合家村、大香房村、小香房村、李万家村、王柱石家村、刘余家村、帽杨庄村、西卢家村、东卢家村、谢西村、谢东村、任义生村、刘会普村、杨提青村、杨太环村、武家村、皮家洼村、张家庄村、辛庄村、前岳庄村、后岳庄村、大祁村、李会村、刘刚村、小祁村、蔡庄村、高李庄村、大苏庄村、张得锅村、皂户刘村、谢家集村、小付家村、张秀村、前姜村、杨奎村、陈万侯村、南洼刘村、张万村、南陶村、蒙千村、江淮头村、李仙村、罗家村、百佛堂村、曹家村、赵庄村、南北庄村、西李家镇村、李家镇村、东李家镇村、西弭家河村、东弭家河村、吴碾家村、王家村、项家村、八里堂村、张庄村、苏陈村、崔茂村、王昙村、小店村、东店村、荆家村、洼赵村、高庄村、朱家村、高楼寺姜家村、解家村、大付村、东白村、李园村、南关东村。